# Israel Pincas
Israel Pincas (în ebraică ישראל פנקס; n. 28 ianuarie 1935, Sofia, Regatul Bulgariei) este un poet israelian de limbă ebraică, laureat al Premiului Israel (premiul de stat al Israelului) pentru poezie în anul 2005.
În argumentele juriului care i-a conferit premiul se menționează că „de la primul sau volum de versuri, „Paisprezece poezii” care a apărut în 1961, Pincas pășește pe o cale creativă independentă. Se ferește tot timpul de a fi țipător și de a face concesii cititorilor, poezia sa este șlefuită și senzuală, limba lui întrunește tradiție și spirit novator, iar creația sa este moștenitoarea unor tezaure culturale ale trecutului,  adăugându-le originalitate și prospețime.”

## Biografie
Israel Anton Pincas s-a născut la Sofia, Bulgaria în 1935, în familia unor evrei sefarzi:dr Daniel Pincas și Dora Pincas. Tatăl provenea dintr-o familie de muzicieni. Israel Pincas a rămas orfan de tată la vârsta de 6 ani și a locuit o vreme în casa bunicilor. La 9 ani, în 1944, în anii persecuțiilor de inspirație nazistă, a emigrat împreună cu mama sa în Palestina, pe atunci sub administrație mandatară britanică. În primii trei ani (1944-1947) a locuit în Satul de tineret Ben Shemen, alăturându-se fratelui său mai mare, Itzhak. Când a avut 13 ani, fratele său a căzut în lupta cu egiptenii la Ashdod, la începutul Războiului de independență al Israelului (1948). Din copilărie a crescut lângă Marea Mediterană, de care s-a simțit atașat, fapt care a influențat și opera sa poetică. A scris poezii de la varsta de 14-15 ani, și a publicat pentru prima dată în 1951. 
În anii 1954-1956 a făcut serviciul militar în armata israeliană, între altele, ca reporter militar. A  lucrat ca traducător  de piese de teatru pentru Teatrul Ohel din Tel Aviv și ca redactor literar la editurile „Sifriyat Hapoalim” (Editura muncitorilor), „Am ovéd” (Poporul muncitor), și „Even Hoshen”, de asemenea ca redactor de noapte la sediul din Tel Aviv al Agenției de știri United Press International.
În paralel cu activitatea literară Pincas a condus două galerii de artă  din Tel Aviv. S-a perfecționat în domeniul artelor la Londra și la Paris și a lucrat ca expert în arta secolului al XX-lea în Europa și în Statele Unite. După anul 1985 și-a împărțit timpul, din acest motiv, între Paris, New York și Tel Aviv.
El trăiește din copilărie, cu întreruperi, la Tel Aviv. Este căsătorit și are două fiice.

## Activitatea literară
Pincas și-a publicat primul volum de versuri "14 poezii" în anul 1961. Cea mai renumită poezie a sa este „Ilmalé” (Dacă n-ar fi) (2003).
Poeziile sale au apărut in mai multe cicluri în suplimente literare ale unor ziare și periodice.
Multe din versurile sale au fost publicate în revista literară „Siman Kriá” (în traducere - „Semn de exclamație”) după mulți ani în care creația poetului a fost necunoscută publicului. 
El a publicat opt volume de versuri, multe din ele în editura „Siman Kriá” 
A tradus în afară de piese de teatru, mai multe cărți de gânditorul mistic israelian Shlomo Kalo (1928-2014) din limba bulgară, în care au fost scrise, în ebraică.

## Poezii
Israel Pincas a scris circa 150 poezii, repartizate în opt culegeri. 
- Arbaasar Shirim (14 poezii), 1961
- Arukhat erev Be-Ferrara ve-shirim aherim (O cină la Ferrara și alte poezii), 1965,
- El Kav Hamashvè (Spre Ecuator), 1975
- Betokh Habait (Înăuntrul casei), 1978
- Hartzaá al Hazman (Conferință despre timp), 1991
- Genealogia (Genealogie), 1997
- Bayam haatik shelanu (Mare nostrum), 1999
- Haim at adayin roá otí?- Esrim vearbaá Shirim  (Încă mă mai vezi? 24 poezii), 2015

### Alte poezii
- Detzember 1951 (Decembrie 1951) (2002)
- Bebeit hakafè „Le Dôme” be Gan Luxembourg (La Cafe „Le Dôme” în Jardins du Luxembourg) (2003)
- Bepark (În parc) (2003-2004)

Poeziile sale au fost traduse in mai multe limbi, inclusiv în arabă și chineză.
În germană au fost traduse, între alții, de Tuvya Ruebner

## Proză
- Antenot vehayshanim:Tishim vetisha fragmentim (Antene și senzori: 99 fragmente), 2008

## Premii și onoruri
- 2001 Premiul Bernstein pentru poezie
- Premiul Primului ministru al Israelului
- 2005 Premiul Israel (premiu de stat) pentru poezie.

## Israel Pincas în media artistică
- filmul documentar israelian Neggiyá kalá (În peisajul cuvintelor), dedicat poetului, filmat si regizat de Omri Lior